# Кларк, Джоанна
Джоанна Кларк (англ. Joanna Clark, 1978 — 4 августа 2022) — профессор наук об окружающей среде в Университете Рединга. Она занималась аспектами круговорота углерода и воды в наземных и пресноводных экосистемах, от лабораторных исследований до масштабов водосбора. Она была основателем и директором Обсерватории Лоддона, целью которой является объединение академических кругов, благотворительных организаций, государственного сектора и бизнеса для поддержки устойчивого общества.

## Образование и исследования
Кларк получила степень бакалавра по географии в Университете Дарема в 1999 году, а затем степень магистра по мониторингу, моделированию и управлению изменениями окружающей среды в Королевском колледже Лондона в 2000 году. В 2005 году она получила докторскую степень по физической географии в Университете Лидса, после чего занимала должности научного сотрудника в Лидсе, Бангоре и Имперском колледже Лондона. В 2010 году она перешла в Университет Рединга.

### Исследования круговорота углерода и воды
Исследования Кларк были сосредоточены на изучении взаимодействия между водой, углеродом и другими биогеохимическими циклами в наземных и пресноводных экосистемах. У неё были особые интересы в области биогеохимии торфяников. Кларк использовала лабораторные эксперименты по моделированию, полевой мониторинг, моделирование и дистанционное зондирование. Её работа по управлению естественными наводнениями использовала наземные меры для снижения риска наводнений для сообществ. Её сотрудничество с сектором водоснабжения было направлено на решение вопросов, связанных с постоянным снабжением чистой водой в условиях роста населения, старения инфраструктуры и последствий изменения климата. Кларк также пропагандировала использование агролесоводства для удаления парниковых газов из атмосферы.